# Dan Sperber
Dan Sperber, antropólogo  e linguista francês, nascido em 1942, é actualmente Director de Pesquisa no CNRS, pesquisador no CREA, École Polytechnique, Paris, e professor da Universidade de Michigan, em Ann Arbor. 
Em 1974, publicou "Le Symbolisme en Général", onde colocou em dúvida as suposições semiológicas da cultura ocidental. 
Em 1982, publicou "Le Savoir des Anthropologues", onde dissertou sobre as condições de possibilidade do conhecimento antropológico. 
Nos anos mais recentes, a sua obra delineia-se a partir de duas frentes de pesquisa: um projecto de naturalização da antropologia, chamado de "epidemiologia das representações", sistematizado primeiramente na "Malinowski Memorial Lecture" de 1984; e, ao lado da linguista Deirdre Wilson, o desenvolvimento de um novo modelo da comunicação humana, conhecido como "teoria da relevância".

## Obras
- Le structuralisme en anthropologie (Paris, Seuil 1973)
- Rethinking Symbolism (Cambridge UP 1975)
- On Anthropological Knowledge (Cambridge UP 1985)
- Relevance. Communication and Cognition (with Deirdre Wilson, Blackwell 1986)
- Explaining Culture (Blackwell 1996)